# Elecciones estaduales de Río de Janeiro de 2018
Las elecciones estatales de Río de Janeiro de 2018 fueron realizadas el 7 de octubre (1ª vuelta) y el 28 de octubre (2ª vuelta), como parte de las elecciones generales de Brasil. Los electores habilitados a votar eligieron al Presidente de la República, al Gobernador del Estado y dos Senadores, además de 45 Diputados federales y 70 Diputados estatales. En las elecciones celebradas el 7 de octubre, Wilson Witzel, del PSC, recibió 3.154.771 votos, el 41,28% de los votos válidos, contrario a las encuestas de intención de voto, condicionándose así a participar en la segunda ronda contra el exalcalde de Río de Janeiro Eduardo Paes, de DEM, quien recibió 1.494.831 votos, el 19,56% de los votos válidos. Para el Senado Federal, fueron elegidos el diputado estatal Flávio Bolsonaro del PSL y el diputado federal Arolde de Oliveira del PSD. Para la Cámara Federal, Hélio Fernando Barbosa Lopes, del PSL, fue el poseedor del récord con 345.234 votos. En la segunda vuelta celebrada el 28 de octubre, el exjuez federal Wilson Witzel fue elegido gobernador del estado de Río de Janeiro con 4.675.355 votos, 59.87% de los votos válidos, mientras que Eduardo Paes recibió 3.134.400 votos, 40.13% de votos válidos.

## Candidatos a gobernador

### Primera vuelta
- André Monteiro (PRTB): El PRTB lanzó el nombre de André Monteiro para la carrera hacia el Palacio de Guanabara. Luiz André de Moura Monteiro es subteniente de la Policía Militar, donde ha estado activo durante 23 años, 22 años en el Batallón de Operaciones Policiales Especiales (BOPE). Es licenciado en derecho, especialista en derecho penal, profesor de posgrado en ciencias penales y seguridad pública. Su candidato a vice fue el atleta paralímpico Jonas Licurgo.[6]
- Dayse Oliveira (PSTU): El partido una vez más lanza la candidatura de la profesora de la red estatal y militante socialista y del movimiento negro en Río de Janeiro Dayse Oliveira, fue candidata a vicepresidenta en 2002, a senadora en 2006 y a alcaldesa de la ciudad de São Gonçalo tres veces. Su candidato a vice fue Pedro Villas-Bôas.[7]
- Eduardo Paes (DEM): Exsecretario y exdiputado federal, Eduardo Paes fue alcalde de Río de Janeiro por dos períodos, de 2009 a 2017. Al abandonar el Ayuntamiento de Río, fue consultor en el BID y vicepresidente para América Latina de China BYD, un fabricante de vehículos eléctricos. En una coalición que reúne a doce partidos, tendrá como vice al diputado estatal Comte Bittencourt, del PPS.[8] El 11 de diciembre de 2017, Eduardo Paes fue condenado por unanimidad por TRE-RJ, por abuso de poder político-económico y conducta prohibida a funcionarios públicos. Con la decisión, Eduardo Paes dejó de ser elegible por 8 años.[9] Compite en la elección a través de una orden judicial.
- Indio da Costa (PSD): El abogado y diputado federal se postula para el gobierno estatal por primera vez. En 2016, Indio fue candidato a la alcaldía de Río y quedó en quinto lugar. En la segunda vuelta, apoyó al actual alcalde Marcelo Crivella, del PRB, y después de asumir el cargo, asumió la Secretaría Municipal de Urbanismo, Infraestructura y Vivienda. En 2010, Índio fue vice en la candidatura de José Serra para la Presidencia de la República. Su candidato a vice fue el diputado estatal Zaqueu Teixeira.[10]
- Marcelo Trindade (NOVO): El Partido Nuevo definió el nombre del abogado y profesor de derecho Marcelo Trindade para la disputa al Palacio de Guanabara. Trindade también fue presidente de la Comisión de Bolsa y Valores entre 2004 y 2007. Su candidato a vice fue Carmen Migueles, quien fue candidata a la alcaldía de Río en 2016.[11]
- Márcia Tiburi (PT): En una convención celebrada el 1 de agosto, el Partido de los Trabajadores lanzó el nombre de la filósofa, artista y maestra Márcia Tiburi al gobierno estatal. En alianza con el PCdoB, su candidato a vice fue el concejal de Niterói, Leonardo Giordano, quien obtuvo su candidatura para el gobierno estatal, pero se retiró.[12]
- Pedro Fernandes (PDT): Hijo de la concejala Rosa Fernandes y nieto del difunto diputado estatal Pedro Fernandes, Pedro Fernandes fue el diputado estatal más joven en ser electo en la Alerj, con solo 23 años, en 2007, por el extinto PFL. En 2008, fue candidato a vicealcalde de la capital en la fórmula de Solange Amaral. En alianza con el PSB, su candidato a vice fue también el diputado estatal Dr. Julianelli.[13]
- Romário (PODE): El exjugador Romário de Souza Faria fue el candidato de Podemos para el gobierno de Río. Por el PSB, fue elegido diputado federal en 2010 con el sexto mayor voto. En 2014, Romário fue elegido senador con el mayor voto en la historia del estado. En una coalición de cuatro partidos, su candidato a vice fue el diputado federal Marcelo Delaroli, del PR.[14] En la semana electoral, recibió el apoyo informal de la coalición que apoyó a Anthony Garotinho, cuya candidatura fue prohibida por el TSE.
- Tarcísio Motta (PSOL): En una convención celebrada el 20 de julio, el partido decidió lanzar el nombre de Tarcísio Motta para la disputa del gobierno estatal. Tarcísio es profesor de historia con licencia en el Colegio Pedro II y en 2016 fue elegido concejal de Río de Janeiro con el segundo mayor voto en la ciudad. Tarcísio se postuló para el gobierno de Río en 2014 obteniendo el 9% de los votos. En coalición con el PCB, su candidata a vice fue la profesora Ivanete Silva, del PSOL.[15]
- Wilson Witzel (PSC): El Partido Social Cristiano lanzó el nombre del exjuez federal Wilson José Witzel por la disputa al Palacio de Guanabara. Durante sus 17 años como magistrado, Witzel sirvió en tribunales civiles y penales, incluso en la lucha contra el crimen organizado. De 2014 a 2016, Wilson se desempeñó como presidente de la Asociación de Jueces Federales de Río de Janeiro y Espírito Santo (Ajuferjes). En coalición con PROS, su candidato a vice fue el concejal Cláudio Castro, del PSC.[16]

| Candidato a gobernador | Candidato a vicegobernador | Nª | Coalición                                                                                              | Tiempo en franja |
| ---------------------- | -------------------------- | -- | --- | ---------------- |
| André Monteiro PRTB    | Jonas Licurgo PRTB         | 28 | Partido Renovador Laborista Brasileño Partido Renovador Trabalhista Brasileiro PRTB                    | 0m 05s           |
| Dayse Oliveira PSTU    | Pedro Villas-Bôas PSTU     | 16 | Partido Socialista de los Trabajadores Unificado Partido Socialista dos Trabalhadores Unificado PSTU   | 0m 04s           |
| Eduardo Paes DEM       | Comte Bittencourt PPS      | 25 | Fuerza de Río Força do Rio DEM, PPS, PSDB, PP, PTB, MDB, SD, PV, DC, PHS, AVANTE y PMN                 | 3m 43s           |
| Indio da Costa PSD     | Zaqueu Teixeira PSD        | 55 | Partido Social Democrático PSD                                                                         | 0m 40s           |
| Marcelo Trindade NOVO  | Carmen Migueles NOVO       | 30 | Partido Nuevo Partido Novo NOVO                                                                        | 0m 04s           |
| Marcia Tiburi PT       | Leonardo Giordano PCdoB    | 13 | Frente Popular PT y PCdoB                                                                              | 1m 22s           |
| Pedro Fernandes PDT    | Dr. Julianelli PSB         | 12 | Renovar para cambiar Renovar para Mudar PDT y PSB                                                      | 0m 58s           |
| Romário PODE           | Marcelo Delaroli PR        | 19 | La fuerza que viene del pueblo A Força Que Vem do Povo PODE, PR, REDE, PMB, PPL, PRP, PRB, PTC y PATRI | 0m 44s           |
| Tarcísio Motta PSOL    | Ivanete Silva PSOL         | 50 | Cambiar es posible Mudar é Possível PSOL y PCB                                                         | 0m 09s           |
| Wilson Witzel PSC      | Cláudio Castro PSC         | 20 | Más Orden, Más Progreso Mais Ordem, Mais Progresso PSC y PROS                                          | 0m 27s           |

### Candidaturas rechazadas
Anthony Garotinho (PRP): Exalcalde de Campos dos Goytacazes por dos períodos, Garotinho fue gobernador del estado entre 1999 y 2002. Aún en 2002, fue candidato a la presidencia de la república, ocupando el tercer lugar. En 2010, fue elegido diputado federal con el voto más alto en el estado. Garotinho intentó postularse para el gobierno estatal por cuarta vez; además de 1998, cuando fue elegido, se postuló en 1994 y 2014. Su candidata a vice fue Leide Duarte, concejal de Duque de Caxias por el PRB. El 24 de julio, el Ministerio Público de Río de Janeiro condenó a Garotinho a no ser elegible durante ocho años por el cargo de participar en un plan criminal que desvió R $ 234,4 millones del departamento de salud del estado entre 2005 y 2006. El PRP afirmó en ese momento que la condena aún lo dejaba elegible y mantuvo su candidatura. El 16 de septiembre, el TSE incluso otorgó una orden judicial para que Garotinho permaneciera como candidato, pero el 27 de septiembre, el tribunal del TSE votó para bloquear el registro de su candidatura, prohibiéndole continuar haciendo campaña en las calles y transmitiendo su Publicidad en radio y televisión. Garotinho incluso recurrió al TRF, pero el 5 de octubre anunció el retiro de la apelación. El mismo día, Garotinho y su coalición declararon su apoyo a la candidatura de Romário (PODE) al gobierno estatal y Lindbergh Farias (PT) en la carrera por dos escaños en el Senado.
Luiz Eugênio Honorato (PCO): El Partido de la Causa Obrera (PCO) confirmó la candidatura de Luiz Eugênio Honorato para el gobierno estatal. Honorato es metalúrgico en la Companhia Siderúrgica Nacional (CSN), en Volta Redonda. La fórmula también tiene al profesor de física en la escuela Pedro II, Joaquim Augusto Nogueira Neto, como candidato a vicegobernador. Su candidatura fue impugnada debido a problemas en la documentación entregada al TRE.
| Candidato a gobernador | Candidato a vicegobernador | Número Electoral | Coalición                                                                              | Tiempo de horario electoral |
| ---------------------- | -------------------------- | ---------------- | -------------------------------------------------------------------------------------- | --------------------------- |
| Anthony Garotinho PRP  | Leide PRB                  | 44               | Para el pueblo volver a ser feliz Para o povo voltar a ser feliz PRP, PRB, PTC e PATRI | 0m 32s                      |
| Luiz Eugênio PCO       | Joaquim Nogueira Neto PCO  | 29               | Partido de la Causa Obrera Partido da Causa Operária PCO                               | 0m 04s                      |

### Segunda vuelta
| Candidato a gobernador | Candidato a gobernador | Candidato a vicegobernador | Candidato a vicegobernador | Número electoral | Coalición |
| ---------------------- | ---------------------- | -------------------------- | -------------------------- | ---------------- | --- |
| Wilson Witzel (PSC)    |                        | Cláudio Castro (PSC)       |                            | 20               | Mais Ordem, Mais ProgressoPSC (Partido Social Cristiano) PROS (Partido Republicano de Orden Social) |
| Eduardo Paes (DEM)     |                        | Comte Bittencourt (PPS)    |                            | 25               | Força do RioDEM (Democratas) PPS (Partido Popular Socialista) PSDB (Partido de la Social Democracia Brasileña) PP (Partido Progresista) PTB (Partido Laborista Brasileño) MDB (Movimiento Democrático Brasileño) SD (Solidaridad) PV (Partido Verde) DC (Democracia Cristiana) PHS (Partido Humanista de la Solidaridad) AVANTE (Avante) PMN (Partido de la Movilización Nacional) PR (Partido de la República) |

## Candidatos al Senado
| Candidato a senador    | 1º suplente               | 2º suplente                  | Número | Coalición                                                                                            |
| ---------------------- | ------------------------- | ---------------------------- | ------ | --- |
| Arolde de Oliveira PSD | Portinho (PSD)            | Renata Guerra (PSD)          | 555    | Partido Social Democrático PSD                                                                       |
| Aspásia Camargo PSDB   | Marco Magalhães (PP)      | Jorge Rodino (PTB)           | 455    | Fuerza de Río Força do Rio DEM, PP, MDB, PTB, SD, PSDB, PPS, PV, DC, PHS, AVANTE y PMN               |
| Cesar Maia DEM         | Sergio Zveiter (DEM)      | Alice Tamborindeguy (PP)     | 255    | Fuerza de Río Força do Rio DEM, PP, MDB, PTB, SD, PSDB, PPS, PV, DC, PHS, AVANTE y PMN               |
| Chico Alencar PSOL     | Vanderleia Aguiar (PSOL)  | Dodora Mota (PSOL)           | 500    | Cambiar es posible Mudar é Possível PSOL y PCB                                                       |
| Cyro Garcia PSTU       | Julia Eberhardt (PSTU)    | Sérgio Perdigão (PSTU)       | 161    | Partido Socialista de los Trabajadores Unificado Partido Socialista dos Trabalhadores Unificado PSTU |
| Eduardo Lopes PRB      | Jane Crivella (PRB)       | Guedes (PTC)                 | 100    | Para el pueblo volver a ser feliz Para o povo voltar a ser feliz PRP, PRB, PTC y PATRI               |
| Fernando Fagundes PCO  | José Márcio Tavares (PCO) | Carlos Guida (PCO)           | 290    | Partido de la Causa Obrera Partido da Causa Operária PCO                                             |
| Flávio Bolsonaro PSL   | Paulo Marinho (PSL)       | Leonardo Rodrigues (PSL)     | 177    | Partido Social Liberal PSL                                                                           |
| Gabrielle Burcci PMB   | Sidclei Bernardo (PMB)    | Silvio Mallet (PMB)          | 355    | La fuerza que viene del pueblo A Força Que Vem do Povo PODE, PR, REDE, PMB y PPL                     |
| José Bonifácio PDT     | Maria José Lagte (PDT)    | Alice Alves (PDT)            | 123    | Renovar para cambiar Renovar para Mudar PDT y PSB                                                    |
| Lindberg Farias PT     | Edinho (PT)               | Azanir (PT)                  | 131    | Frente Popular PT y PCdoB                                                                            |
| Marta Barçante PCB     | Valmiria Guida (PCB)      | Ricardo Pinheiro (PCB)       | 211    | Cambiar es posible Mudar é Possível PSOL y PCB                                                       |
| Mattos Nascimento PRTB | Felipe Pereira (PRTB)     | Djamim Ferreira (PRTB)       | 281    | Partido Renovador Laborista Brasileño Partido Renovador Trabalhista Brasileiro PRTB                  |
| Miro Teixeira REDE     | Sônia Rabello (REDE)      | Valéria Tatsch (REDE)        | 188    | La fuerza que viene del pueblo A Força Que Vem do Povo PODE, PR, REDE, PMB y PPL                     |
| Pastor Everaldo PSC    | Donizeti Pereira (PSC)    | Laércio de Almeida (PSC)     | 200    | Más Orden, Más Progreso Mais Ordem, Mais Progresso PSC y PROS                                        |
| Samantha Guedes PSTU   | Juzerley Assunção (PSTU)  | Maria Elisa Guimarães (PSTU) | 160    | Partido Socialista de los Trabajadores Unificado Partido Socialista dos Trabalhadores Unificado PSTU |
| Walter Cristie PATRI   | Carla Jordes (PRP)        | Mauro Cunha (PRP)            | 511    | Para el pueblo volver a ser feliz Para o povo voltar a ser feliz PRP, PRB, PTC y PATRI               |

## Debates televisados

### Para gobernador

#### Primera vuelta
| Fecha            | Organizadores                              | Moderador                   | Paes (DEM) | Romário (PODE) | Garotinho (PRP) | Márcia (PT) | Tarcísio (PSOL) | Pedro (PDT) | Indio (PSD) | Monteiro (PRTB) | Witzel (PSC) | Luiz (PCO)  | Trindade (NOVO) | Dayse (PSTU) |
| ---------------- | ------------------------------------------ | --------------------------- | ---------- | -------------- | --------------- | ----------- | --------------- | ----------- | ----------- | --------------- | ------------ | ----------- | --------------- | ------------ |
| 16 de agosto     | Rede Bandeirantes                          | Rodolfo Schneider           | Presente   | Presente       | Presente        | Presente    | Presente        | Presente    | Presente    | No invitado     | Presente     | No invitado | No invitado     | No invitado  |
| 28 de agosto     | O Globo Jornal Extra Revista Época Estácio | Ancelmo Gois Berenice Seara | Presente   | Ausente        | Presente        | No invitado | Presente        | No invitado | Presente    | No invitado     | No invitado  | No invitado | No invitado     | No invitado  |
| 19 de septiembre | SBT Folha de S. Paulo UOL                  | Isabele Benito              | Presente   | Presente       | Presente        | Presente    | Presente        | Presente    | Presente    | No invitado     | Presente     | No invitado | No invitado     | No invitado  |
| 28 de septiembre | RecordTV R7                                | Janine Borba                | Presente   | Presente       | Impedido        | Presente    | Presente        | Presente    | Presente    | No invitado     | Presente     | No invitado | No invitado     | No invitado  |
| 2 de outubro     | Rede Globo G1                              | Ana Paula Araújo            | Presente   | Presente       | Impedido        | Presente    | Presente        | Presente    | Presente    | No invitado     | Presente     | No invitado | No invitado     | No invitado  |

Notas
- Con la impugnación de su candidatura por el Tribunal Superior Eleitoral el 27 de septiembre, Anthony Garotinho fue impedido de participar en los dos debates promovidos por RecordTV y por Rede Globo.

#### Segunda vuelta
| Fecha            | Organizadores                              | Moderador         | Witzel (PSC) | Paes (DEM) |
| ---------------- | ------------------------------------------ | ----------------- | ------------ | ---------- |
| 17 de octubre    | O Globo Jornal Extra Revista Época         | Berenice Seara    | Presente     | Presente   |
| 18 de octubre    | Rede Bandeirantes                          | Rodolfo Schneider | Presente     | Presente   |
| 19 de septiembre | RecordTV R7                                | Janine Borba      | Presente     | Presente   |
| 22 de octubre    | CBN G1                                     | Bianca Santos     | Presente     | Presente   |
| 23 de octubre    | SBT Folha de S. Paulo UOL Super Rádio Tupi | Isabele Benito    | Presente     | Presente   |
| 25 de octubre    | Rede Globo G1                              | Ana Paula Araújo  | Presente     | Presente   |

## Encuestas de opinión

### Gobernador del estado

#### Primera vuelta
De acuerdo con las encuestas:
| Fecha            | Encuestadora | Candidato  | Candidato      | Candidato       | Candidato       | Candidato   | Candidato             | Candidato   | Candidato    | Candidato       | Candidato       | Candidato    | Candidato          | Candidato       | Candidato         |
| Fecha            | Encuestadora | Paes (DEM) | Romário (PODE) | Garotinho (PRP) | Tarcísio (PSOL) | Indio (PSD) | Pedro Fernandes (PDT) | Tiburi (PT) | Witzel (PSC) | Trindade (NOVO) | Monteiro (PRTB) | Dayse (PSTU) | Luiz Eugênio (PCO) | Blancos o nulos | Ninguno o no sabe |
| ---------------- | ------------ | ---------- | -------------- | --------------- | --------------- | ----------- | --------------------- | ----------- | ------------ | --------------- | --------------- | ------------ | ------------------ | --------------- | ----------------- |
| 20 de agosto     | Ibope        | 12%        | 14%            | 12%             | 5%              | 3%          | 2%                    | 2%          | 1%           | 1%              | 1%              | 1%           | —                  | 35%             | 11%               |
| 22 de agosto     | Datafolha    | 18%        | 16%            | 12%             | 5%              | 5%          | 3%                    | 2%          | 1%           | 2%              | 1%              | 1%           | 1%                 | 26%             | 7%                |
| 6 de septiembre  | Datafolha    | 24%        | 14%            | 10%             | 7%              | 5%          | 3%                    | 2%          | 1%           | 1%              | 1%              | 1%           | 1%                 | 24%             | 6%                |
| 10 de septiembre | Ibope        | 23%        | 20%            | 12%             | 5%              | 4%          | 2%                    | 1%          | 1%           | 2%              | 1%              | 1%           | 0%                 | 20%             | 9%                |
| 19 de septiembre | Ibope        | 24%        | 18%            | 12%             | 4%              | 4%          | 2%                    | 2%          | 2%           | 1%              | 1%              | 1%           | 1%                 | 20%             | 8%                |
| 28 de septiembre | Datafolha    | 25%        | 14%            | 15%             | 6%              | 8%          | 2%                    | 3%          | 4%           | 1%              | 1%              | 0%           | 1%                 | 15%             | 4%                |
| 3 de octubre     | Ibope        | 26%        | 19%            | retirado        | 6%              | 10%         | 3%                    | 5%          | 7%           | 2%              | 1%              | 1%           | 0%                 | 15%             | 5%                |
| 4 de octubre     | Datafolha    | 24%        | 16%            | retirado        | 9%              | 10%         | 6%                    | 5%          | 9%           | 2%              | 1%              | 0%           | 0%                 | 13%             | 5%                |
| 6 de octubre     | Ibope        | 26%        | 17%            | retirado        | 7%              | 10%         | 5%                    | 5%          | 10%          | 1%              | 1%              | 1%           | 0%                 | 13%             | 4%                |
| 6 de octubre     | Datafolha    | 23%        | 15%            | retirado        | 10%             | 11%         | 5%                    | 3%          | 14%          | 1%              | 1%              | 0%           | 0%                 | 10%             | 4%                |

### Senador
| Candidato                 | Encuestadora y fecha     | Encuestadora y fecha        | Encuestadora y fecha         |
| Candidato                 | Datafolha (22 de agosto) | Datafolha (6 de septiembre) | Datafolha (28 de septiembre) |
| ------------------------- | ------------------------ | --------------------------- | ---------------------------- |
| Maia (DEM)                | 18%                      | 21%                         | 26%                          |
| Lindbergh (PT)            | 18%                      | 18%                         | 22%                          |
| Bolsonaro (PSL)           | 18%                      | 17%                         | 25%                          |
| Alencar (PSOL)            | 17%                      | 14%                         | 14%                          |
| Teixeira (REDE)           | 11%                      | 12%                         | 11%                          |
| Everaldo (PSC)            | 8%                       | 6%                          | 6%                           |
| Arolde (PSD)              | 6%                       | 6%                          | 9%                           |
| Garcia (PSTU)             | 6%                       | 5%                          | 3%                           |
| Nascimento (PRTB)         | 5%                       | 3%                          | 3%                           |
| Lopes (PRB)               | 5%                       | 3%                          | 4%                           |
| Bonifácio (PDT)           | 4%                       | 3%                          | 5%                           |
| Aspásia (PSDB)            | 3%                       | 3%                          | 4%                           |
| Barçante (PCB)            | 3%                       | 2%                          | 1%                           |
| Fagundes (PCO)            | 2%                       | 1%                          | 1%                           |
| Guedes (PSTU)             | 2%                       | 1%                          | 1%                           |
| Burcci (PMB)              | -                        | 1%                          | 0%                           |
| Cristie (PATRI)           | 0%                       | 0%                          | 0%                           |
| Blancos/nulos (1ª escaño) | 20%                      | 24%                         | 15%                          |
| Blancos/nulos (2ª escaño) | 31%                      | 37%                         | 23%                          |
| No sabe (1ª escaño)       | 9%                       | 9%                          | 9%                           |
| No sabe (2ª escaño)       | 14%                      | 14%                         | 17%                          |

## Resultados

### Gobernador

Candidato más votado por municipio en la 1ª vuelta (92 municipios):
Wilson Witzel (84 municipios, incluida la capital)
Eduardo Paes (8 municipios)

Candidato más votado por municipio en la 2ª vuelta (92 municipios):
Wilson Witzel (89 municipios)
Eduardo Paes (3 municipios, incluida la capital)

| Candidato(a)             | Vice                        | 1ª vuelta 7 de octubre de 2018 | 1ª vuelta 7 de octubre de 2018 | 2º vuelta 28 de octubre de 2018 | 2º vuelta 28 de octubre de 2018 |
| Candidato(a)             | Vice                        | Total                          | Porcentaje                     | Total                           | Porcentaje                      |
| ------------------------ | --------------------------- | ------------------------------ | ------------------------------ | ------------------------------- | ------------------------------- |
| Wilson Witzel (PSC)      | Cláudio Castro (PSC)        | 3.154.771                      | 41,28                          | 4.675.355                       | 59,87                           |
| Eduardo Paes (DEM)       | Comte Bittencourt (PPS)     | 1.494.831                      | 19,56                          | 3.134.400                       | 40,13                           |
| Tarcísio Motta (PSOL)    | Ivanete Silva (PSOL)        | 819.248                        | 10,72                          |                                 |                                 |
| Romário (PODE)           | Marcelo Delaroli (PR)       | 664.511                        | 8,70                           |                                 |                                 |
| Pedro Fernandes (PDT)    | Dr. Julianelli (PSB)        | 466.954                        | 6,11                           |                                 |                                 |
| Indio da Costa (PSD)     | Zaqueu Teixeira (PSD)       | 454.928                        | 5,95                           |                                 |                                 |
| Marcia Tiburi (PT)       | Leonardo Giordano (PCdoB)   | 447.376                        | 5,85                           |                                 |                                 |
| Marcelo Trindade (NOVO)  | Carmem Migueles (NOVO)      | 86.820                         | 1,14                           |                                 |                                 |
| Garotinho (PRP)          | Leide (PRB)                 | 84.187                         | 0,00                           |                                 |                                 |
| André Monteiro (PRTB)    | Jonas Licurgo (PRTB)        | 35.237                         | 0,46                           |                                 |                                 |
| Dayse Oliveira (PSTU)    | Pedro Villa-Bôas (PSTU)     | 17.499                         | 0,23                           |                                 |                                 |
| Luiz Eugênio (PCO)       | Joaquim Nogueira Neto (PCO) | 2.863                          | 0,00                           |                                 |                                 |
| → Total de votos válidos | → Total de votos válidos    | 7.642.175                      | 80,66                          | 7.809.755                       | 82,94                           |
| → Votos en blanco        | → Votos en blanco           | 539.865                        | 5,70                           | 346.970                         | 3,68                            |
| → Votos nulos            | → Votos nulos               | 1.205.351                      | 12,72                          | 1.259.983                       | 13,38                           |
| Total de Inscritos       | Total de Inscritos          | 9.474.441                      | 76,40                          | 9.416.708                       | 75,93                           |
| Abstenciones             | Abstenciones                | 2.926.758                      | 23,60                          | 2.984.852                       | 24,07                           |
| Total                    | Total                       | 12.401.199                     | 100                            | 12.401.560                      | 100                             |

### Senador
|  | 31,36 % |

|  | 17,06 % |

|  | 16,67 % |

|  | 10,17 % |

|  | 9,17 % |

|  | 3,64 % |

|  | 3,09 % |

|  | 2,58 % |

|  | 2,24 % |

|  | 1,78 % |

|  | 1,25 % |

|  | 0,38 % |

|  | 0,33 % |

|  | 0,19 % |

|  | 0,00 % |

|  | 0,10 % |

|  | 0,00 % |

### Diputados federales electos
Se enumeran los 46 candidatos electos para el cargo de diputado federal por el estado de Río de Janeiro que asumirán el mandato en la Cámara de Diputados el 1 de febrero de 2019.
| Diputados federales electos | Partido | Votación | Porcentaje | Ciudad donde nació    | Unidad federativa o país |
| Helio Bolsonaro             | PSL     | 345.234  | 4,47%      | Río de Janeiro        | Río de Janeiro           |
| Marcelo Freixo              | PSOL    | 342.491  | 4,44%      | Niterói               | Río de Janeiro           |
| Alessandro Molon            | PSB     | 227.914  | 2,95%      | Belo Horizonte        | Minas Gerais             |
| Carlos Jordy                | PSL     | 204.048  | 2,64%      | Río de Janeiro        | Río de Janeiro           |
| Flordelis                   | PSD     | 196.959  | 2,55%      | Río de Janeiro        | Río de Janeiro           |
| Daniela do Waguinho         | MDB     | 136.286  | 1,77%      | Italva                | Río de Janeiro           |
| Otoni de Paula Júnior       | PSC     | 120.498  | 1,56%      | Niterói               | Río de Janeiro           |
| Luiz Lima                   | PSL     | 115.119  | 1,49%      | Río de Janeiro        | Río de Janeiro           |
| Talíria Petrone             | PSOL    | 107.317  | 1,39%      | Niterói               | Río de Janeiro           |
| Delegado Antônio Furtado    | PSL     | 104.211  | 1,35%      | Río de Janeiro        | Río de Janeiro           |
| Doutor Luizinho             | PP      | 103.745  | 1,34%      | Río de Janeiro        | Río de Janeiro           |
| Sóstenes Cavalcante         | DEM     | 94.203   | 1,22%      | Maceió                | Alagoas                  |
| Rodrigo Maia                | DEM     | 74.232   | 0,96%      | Santiago              | Chile                    |
| Jandira Feghali             | PCdoB   | 71.646   | 0,93%      | Curitiba              | Paraná                   |
| Aureo                       | SD      | 68.414   | 0,89%      | Duque de Caxias       | Río de Janeiro           |
| Wagner Montes               | PRB     | 65.868   | 0,85%      | Duque de Caxias       | Río de Janeiro           |
| Rosângela Gomes             | PRB     | 63.952   | 0,83%      | Nova Iguaçu           | Río de Janeiro           |
| Hugo Leal                   | PSD     | 63.561   | 0,82%      | Ouro Fino             | Minas Gerais             |
| Sargento Gurgel             | PSL     | 62.089   | 0,80%      | Nova Iguaçu           | Río de Janeiro           |
| Vinicius Farah              | MDB     | 57.707   | 0,75%      | Três Rios             | Río de Janeiro           |
| Major Fabiana               | PSL     | 57.611   | 0,75%      | Río de Janeiro        | Río de Janeiro           |
| Pedro Paulo                 | DEM     | 56.646   | 0,73%      | Río de Janeiro        | Río de Janeiro           |
| Altineu Côrtes              | PR      | 55.367   | 0,72%      | Niterói               | Río de Janeiro           |
| Gutemberg Reis              | MDB     | 54.573   | 0,71%      | Duque de Caxias       | Río de Janeiro           |
| Paulo Ganime                | NOVO    | 52.983   | 0,69%      | Río de Janeiro        | Río de Janeiro           |
| Marcelo Calero              | PPS     | 50.533   | 0,65%      | Río de Janeiro        | Río de Janeiro           |
| Luiz Antônio Corrêa         | DC      | 50.284   | 0,65%      | Río de Janeiro        | Río de Janeiro           |
| Soraya Santos               | PR      | 48.328   | 0,65%      | Macaé                 | Río de Janeiro           |
| Christino Áureo             | PP      | 47.101   | 0,61%      | Macaé                 | Río de Janeiro           |
| Felício Laterça             | PSL     | 47.065   | 0,61%      | Campos dos Goytacazes | Río de Janeiro           |
| Márcio Labre                | PSL     | 46.934   | 0,61%      | Río de Janeiro        | Río de Janeiro           |
| Juninho do Pneu             | DEM     | 45.087   | 0,58%      | Nova Iguaçu           | Río de Janeiro           |
| Benedita da Silva           | PT      | 44.804   | 0,58%      | Río de Janeiro        | Río de Janeiro           |
| Lourival Gomes              | PSL     | 41.307   | 0,54%      | Saquarema             | Río de Janeiro           |
| Glauber Braga               | PSOL    | 40.199   | 0,52%      | Nova Friburgo         | Río de Janeiro           |
| Wladimir Garotinho          | PRP     | 39.398   | 0,51%      | Campos dos Goytacazes | Río de Janeiro           |
| Chris Tonietto              | PSL     | 38.525   | 0,50%      | Río de Janeiro        | Río de Janeiro           |
| Alexandre Serfiotis         | PSD     | 37.526   | 0,49%      | Porto Real            | Río de Janeiro           |
| Clarissa Garotinho          | PROS    | 35.131   | 0,46%      | Campos dos Goytacazes | Río de Janeiro           |
| Joziel Ferreira             | PSL     | 34.274   | 0,44%      | São João de Meriti    | Río de Janeiro           |
| Daniel Silveira             | PSL     | 31.789   | 0,41%      | Petrópolis            | Río de Janeiro           |
| Gelson Azevedo              | PHS     | 28.216   | 0,37%      | Río de Janeiro        | Río de Janeiro           |
| Chico d'Ângelo              | PDT     | 26.417   | 0,34%      | Campos dos Goytacazes | Río de Janeiro           |
| Chiquinho Brazão            | AVANTE  | 25.817   | 0,33%      | Río de Janeiro        | Río de Janeiro           |
| Paulo Ramos                 | PDT     | 25.557   | 0,33%      | Río de Janeiro        | Río de Janeiro           |
| Jean Wyllys                 | PSOL    | 24.295   | 0,31%      | Alagoinhas            | Bahía                    |

#### Por Partido/Federación
| N.º                       | Partido                                                 | Votos      | %      | Escaños | ±           |
| ------------------------- | ------------------------------------------------------- | ---------- | ------ | ------- | ----------- |
| 17                        | Partido Social Liberal (PSL)                            | 1.712.541  | 22,18  | 12      | 12          |
| 50                        | Partido Socialismo y Libertad (PSOL)                    | 644.641    | 8,35   | 4       | 1           |
| 55                        | Partido Social Democrático (PSD)                        | 524.608    | 6,79   | 3       | 3           |
| 25                        | Demócratas (DEM)                                        | 520.033    | 6,74   | 4       | 3           |
| 15                        | Movimento Democrático Brasileño (MDB)                   | 415.261    | 5,82   | 3       | 5           |
| 10                        | Partido Republicano Brasileño (PRB)                     | 405.655    | 5,25   | 2       | Sin cambios |
| 40                        | Partido Socialista Brasileiro (PSB)                     | 284.069    | 3,68   | 1       | Sin cambios |
| 13                        | Partido de los Trabajadores (PT)                        | 275.205    | 3,56   | 1       | 4           |
| 11                        | Partido Progresista (PP)                                | 264.188    | 3,49   | 2       | 1           |
| 12                        | Partido Democrático Laborista (PDT)                     | 236.020    | 3,42   | 2       | 1           |
| 22                        | Partido de la República (PR)                            | 269.089    | 3,06   | 2       | 4           |
| 20                        | Partido Social Cristiano (PSC)                          | 205.694    | 2,66   | 1       | 1           |
| 30                        | Partido Nuevo (NOVO)                                    | 201.281    | 2,61   | 1       | 1           |
| 44                        | Partido Republicano Progresista (PRP)                   | 170.136    | 2,20   | 1       | Sin cambios |
| 77                        | Solidaridad (SD)                                        | 161.531    | 2,09   | 1       | 1           |
| 31                        | Partido Humanista de la Solidaridad (PHS)               | 139.147    | 1,80   | 1       | Nuevo       |
| 45                        | Partido de la Social Democracia Brasileña (PSDB)        | 135.133    | 1,75   | 0       | 1           |
| 27                        | Democracia Cristiana (DC)                               | 134.486    | 1,74   | 1       | Sin cambios |
| 70                        | Avante (AVANTE)                                         | 130.882    | 1,70   | 1       | Sin cambios |
| 28                        | Partido Renovador Laborista Brasileño (PRTB)            | 105.490    | 1,37   | 0       | Sin cambios |
| 23                        | Partido Popular Socialista (PPS)                        | 94.281     | 1,22   | 1       | 1           |
| 65                        | Partido Comunista de Brasil (PCdoB)                     | 89.396     | 1,16   | 1       | Sin cambios |
| 18                        | Red de Sostenibilidad (REDE)                            | 82.437     | 1,07   | 0       | Sin cambios |
| 19                        | Podemos (PODE)                                          | 75.268     | 0,97   | 0       | Sin cambios |
| 35                        | Partido de la Mujer Brasileña (PMB)                     | 75.113     | 0,97   | 0       | Sin cambios |
| 14                        | Partido Laborista Brasileño (PTB)                       | 74.038     | 0,96   | 0       | Sin cambios |
| 51                        | Patriota (PATRI)                                        | 73.111     | 0,95   | 0       | Sin cambios |
| 90                        | Partido Republicano de Orden Social (PROS)              | 72.580     | 0,94   | 1       | 1           |
| 36                        | Partido Laborista Cristiano (PTC)                       | 56.296     | 0,73   | 0       | Sin cambios |
| 43                        | Partido Verde (PV)                                      | 21.671     | 0,28   | 0       | Sin cambios |
| 33                        | Partido de la Movilización Nacional (PMN)               | 16.548     | 0,21   | 0       | Sin cambios |
| 54                        | Partido Patria Libre (PPL)                              | 14.492     | 0,19   | 0       | Sin cambios |
| 21                        | Partido Comunista Brasileño (PCB)                       | 4.693      | 0,06   | 0       | Sin cambios |
| 16                        | Partido Socialista de los Trabajadores Unificado (PSTU) | 1.756      | 0,02   | 0       | Sin cambios |
|                           |                                                         |            |        |         |             |
| Votos válidos             | Votos válidos                                           | 7.720.770  | 81,49  |         |             |
| Votos en blanco           | Votos en blanco                                         | 633.446    | 6,69   |         |             |
| Votos nulos               | Votos nulos                                             | 1.120.225  | 11,82  |         |             |
| Total                     | Total                                                   | 9.416.708  | 100,00 | 46      | Sin cambios |
| Registrados/Participación | Registrados/Participación                               | 12.401.199 | 76,40  |         |             |
| Fuente:                   |                                                         |            |        |         |             |

### Diputados estatales electos
Se enumeran los 70 candidatos electos para el puesto de diputado estatal por el estado de Río de Janeiro que se espera que asuman el cargo en la Asamblea Legislativa del Estado de Río de Janeiro el 1 de febrero de 2019.
| Diputados estatales electos      | Partido | Votación | Porcentaje | Ciudad donde nació    | Unidad federativa |
| Rodrigo Amorim                   | PSL     | 140.666  | 1,82%      | Río de Janeiro        | Río de Janeiro    |
| Márcio Canella                   | MDB     | 110.167  | 1,43%      | Duque de Caxias       | Río de Janeiro    |
| Alana Passos                     | PSL     | 106.253  | 1,38%      | Queimados             | Río de Janeiro    |
| Alexandre Knoploch               | PSL     | 103.639  | 1,34%      | Río de Janeiro        | Río de Janeiro    |
| Coronel Salema                   | PSL     | 99.459   | 1,29%      | Río de Janeiro        | Río de Janeiro    |
| Samuel Malafaia                  | DEM     | 83.784   | 1,09%      | Río de Janeiro        | Río de Janeiro    |
| André Corrêa                     | DEM     | 66.881   | 0,87%      | Río de Janeiro        | Río de Janeiro    |
| Lucinha                          | PSDB    | 65.735   | 0,85%      | Río de Janeiro        | Río de Janeiro    |
| Renata Souza                     | PSOL    | 63.937   | 0,83%      | Río de Janeiro        | Río de Janeiro    |
| Danniel Librelon                 | PRB     | 63.767   | 0,83%      | Montes Claros         | Minas Gerais      |
| Rosenverg Reis                   | MDB     | 63.450   | 0,82%      | Duque de Caxias       | Río de Janeiro    |
| Flávio Serafini                  | PSOL    | 61.754   | 0,80%      | Niterói               | Río de Janeiro    |
| Max Lemos                        | MDB     | 59.672   | 0,77%      | Queimados             | Río de Janeiro    |
| Delegado Carlos Augusto Nogueira | PSD     | 56.969   | 0,74%      | Río de Janeiro        | Río de Janeiro    |
| Tia Ju                           | PRB     | 56.766   | 0,74%      | Conceição do Jacuípe  | Bahía             |
| Rosane Felix                     | PSD     | 53.644   | 0,70%      | Río de Janeiro        | Río de Janeiro    |
| Carlos Macedo                    | PRB     | 53.397   | 0,69%      | Río de Janeiro        | Río de Janeiro    |
| Gustavo Tutuca                   | MDB     | 49.952   | 0,65%      | Piraí                 | Río de Janeiro    |
| Luiz Paulo                       | PSDB    | 49.012   | 0,64%      | Río de Janeiro        | Río de Janeiro    |
| Martha Rocha                     | PDT     | 48.949   | 0,63%      | Río de Janeiro        | Río de Janeiro    |
| Zeidan                           | PT      | 48.807   | 0,63%      | Río de Janeiro        | Río de Janeiro    |
| Márcio Pacheco                   | PSC     | 48.317   | 0,63%      | Sorocaba              | São Paulo         |
| André Ceciliano                  | PT      | 46.893   | 0,61%      | Nilópolis             | Río de Janeiro    |
| Thiago Pampolha                  | PDT     | 46.137   | 0,60%      | Río de Janeiro        | Río de Janeiro    |
| Franciane Motta                  | MDB     | 45.123   | 0,59%      | Itaboraí              | Río de Janeiro    |
| Jorge Felippe Neto               | PSD     | 43.099   | 0,56%      | Río de Janeiro        | Río de Janeiro    |
| Dionísio Lins                    | PP      | 40.910   | 0,53%      | Río de Janeiro        | Río de Janeiro    |
| Mônica Francisco                 | PSOL    | 40.631   | 0,53%      | Río de Janeiro        | Río de Janeiro    |
| Anderson Moraes                  | PSL     | 40.540   | 0,53%      | Río de Janeiro        | Río de Janeiro    |
| Filipe Soares                    | DEM     | 40.308   | 0,52%      | Río de Janeiro        | Río de Janeiro    |
| Luiz Martins                     | PDT     | 38.449   | 0,50%      | Río de Janeiro        | Río de Janeiro    |
| Carlos Minc                      | PSB     | 38.416   | 0,50%      | Río de Janeiro        | Río de Janeiro    |
| Fábio Silva                      | DEM     | 36.820   | 0,48%      | Río de Janeiro        | Río de Janeiro    |
| Dr. Deodalto                     | DEM     | 35.991   | 0,47%      | Belo Horizonte        | Minas Gerais      |
| Gustavo Schmidt                  | PSL     | 34.869   | 0,45%      | Río de Janeiro        | Río de Janeiro    |
| Eliomar Coelho                   | PSOL    | 34.836   | 0,45%      | Coremas               | Paraíba           |
| Renato Cozzolino                 | PRP     | 33.597   | 0,44%      | Magé                  | Río de Janeiro    |
| Vandro Família                   | SD      | 33.315   | 0,43%      | Río de Janeiro        | Río de Janeiro    |
| Enfermeira Rejane                | PCdoB   | 33.003   | 0,43%      | Río de Janeiro        | Río de Janeiro    |
| Jair Bittencourt                 | PP      | 32.656   | 0,42%      | Itaperuna             | Río de Janeiro    |
| Welberth Rezende                 | PPS     | 31.725   | 0,41%      | São Gonçalo           | Río de Janeiro    |
| Renato Zaca                      | PSL     | 31.627   | 0,41%      | Río de Janeiro        | Río de Janeiro    |
| Marcos Muller                    | PHS     | 31.512   | 0,41%      | São João de Meriti    | Río de Janeiro    |
| Waldeck Carneiro                 | PT      | 31.358   | 0,41%      | Río de Janeiro        | Río de Janeiro    |
| Marcus Vinícius Neskau           | PTB     | 30.454   | 0,39%      | Barra do Piraí        | Río de Janeiro    |
| Gil Vianna                       | PSL     | 28.636   | 0,37%      | Campos dos Goytacazes | Río de Janeiro    |
| Dani Monteiro                    | PSOL    | 27.982   | 0,36%      | Río de Janeiro        | Río de Janeiro    |
| Filippe Poubel                   | PSL     | 27.832   | 0,36%      | Río de Janeiro        | Río de Janeiro    |
| Dr. Serginho                     | PSL     | 26.906   | 0,35%      | Río de Janeiro        | Río de Janeiro    |
| Pedro Brazão                     | PR      | 26.846   | 0,35%      | Río de Janeiro        | Río de Janeiro    |
| Chicão Bulhões                   | NOVO    | 26.335   | 0,34%      | Río de Janeiro        | Río de Janeiro    |
| Rodrigo Bacellar                 | SD      | 26.135   | 0,34%      | Campos dos Goytacazes | Río de Janeiro    |
| Bebeto                           | PODE    | 25.917   | 0,34%      | Salvador              | Bahía             |
| Marcelo do Seu Dino              | PSL     | 25.497   | 0,33%      | Río de Janeiro        | Río de Janeiro    |
| Anderson Alexandre               | SD      | 25.384   | 0,33%      | Silva Jardim          | Río de Janeiro    |
| Val Ceasa                        | PATRI   | 25.259   | 0,33%      | Nanuque               | Minas Gerais      |
| Renan Ferreirinha                | PSB     | 24.854   | 0,32%      | Niterói               | Río de Janeiro    |
| Bruno Dauaire                    | PRP     | 24.800   | 0,32%      | Niterói               | Río de Janeiro    |
| Marcos Abrahão                   | AVANTE  | 24.261   | 0,31%      | Rio Bonito            | Río de Janeiro    |
| João Peixoto                     | DC      | 23.951   | 0,31%      | Campos dos Goytacazes | Río de Janeiro    |
| Valdecy da Saúde                 | PHS     | 23.307   | 0,30%      | Río de Janeiro        | Río de Janeiro    |
| Márcio Gualberto                 | PSL     | 23.169   | 0,30%      | Río de Janeiro        | Río de Janeiro    |
| Chiquinho da Mangueira           | PSC     | 22.141   | 0,29%      | Río de Janeiro        | Río de Janeiro    |
| Pedro Ricardo                    | PSL     | 22.006   | 0,29%      | Saquarema             | Río de Janeiro    |
| Léo Vieira                       | PRTB    | 20.751   | 0,27%      | Río de Janeiro        | Río de Janeiro    |
| Alexandre Freitas                | NOVO    | 20.234   | 0,26%      | Brasília              | Distrito Federal  |
| Marcelo Cabeleireiro             | DC      | 18.003   | 0,23%      | Barra Mansa           | Río de Janeiro    |
| Sub Tenente Bernardo             | PROS    | 16.855   | 0,22%      | Río de Janeiro        | Río de Janeiro    |
| Giovani Ratinho                  | PTC     | 13.234   | 0,17%      | Río de Janeiro        | Río de Janeiro    |
| Marina                           | PMB     | 12.294   | 0,16%      | Río de Janeiro        | Río de Janeiro    |